# Apocephalus succineus
Apocephalus succineus är en tvåvingeart som beskrevs av Brown 2000. Apocephalus succineus ingår i släktet Apocephalus och familjen puckelflugor. Inga underarter finns listade i Catalogue of Life.